# Brinje (gmina Šentrupert)
Brinje – wieś w Słowenii, w gminie Šentrupert. W 2018 roku liczyła 67 mieszkańców.